# Friedrich Ludolph Hansen

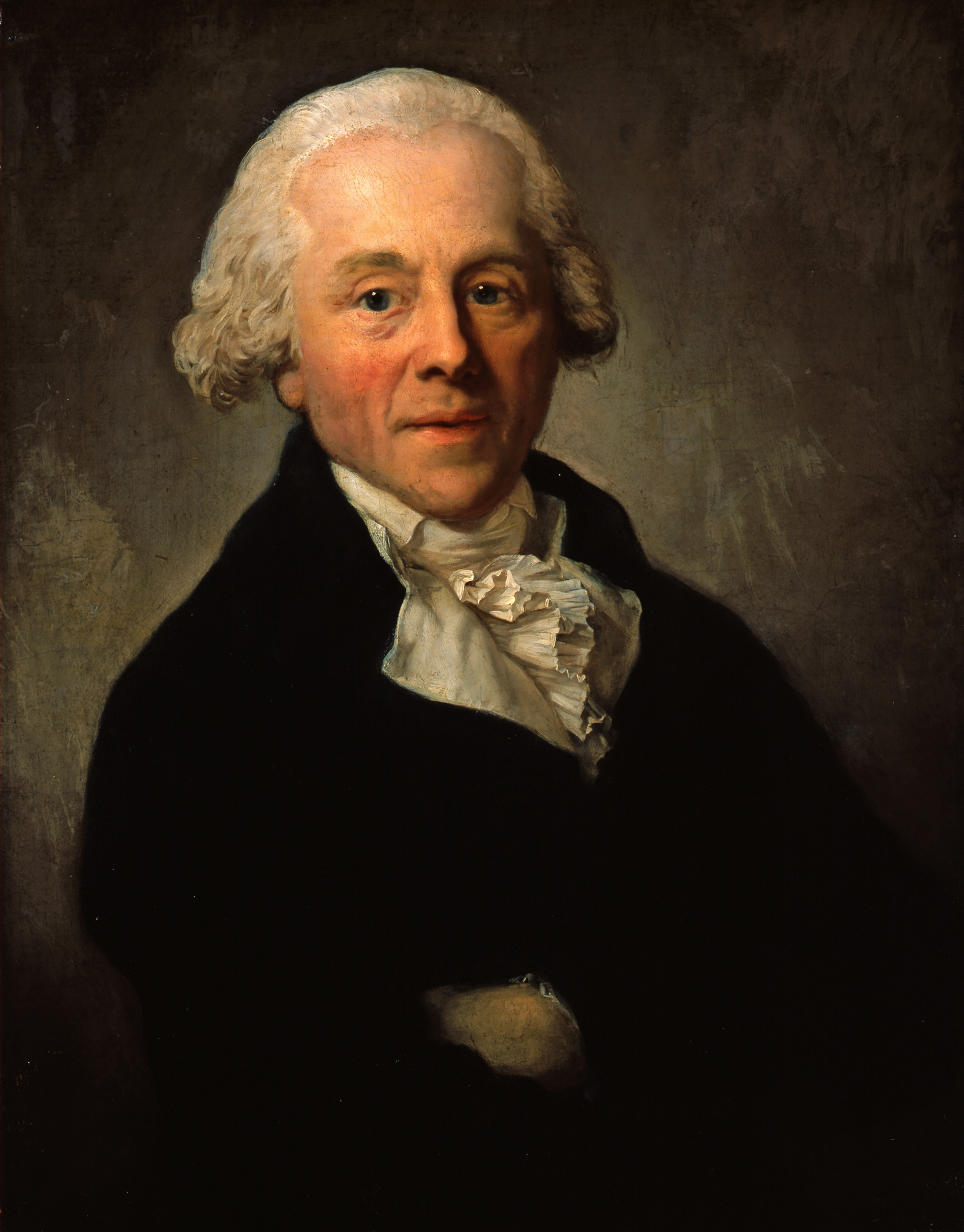
Gemälde von Anton Graff

Friedrich Ludolph Hansen (* 15. Juli 1738; † 29. Dezember 1803 in Leipzig) war Kaufmann, Handelsherr sowie Ratsherr und Baumeister in Leipzig.

## Leben und Wirken
Hansen war Stadtfähndrich von Leipzig sowie Mitbegründer und bis 1787 Mitglied der Leipziger Konzertdirektion. Ab 1789 war er Ratsherr in Leipzig. Am 19. März 1792 war Hansen Begründer des Arbeitshauses in Leipzigs Georgenhaus sowie 1793 Begründer der Schule des Arbeitshauses. Ab 1798 war er Baumeister des Rats der Stadt Leipzig. Hansen war Vorsteher des Waisenhauses sowie Freimaurer der Strikten Observanz.

## Familie

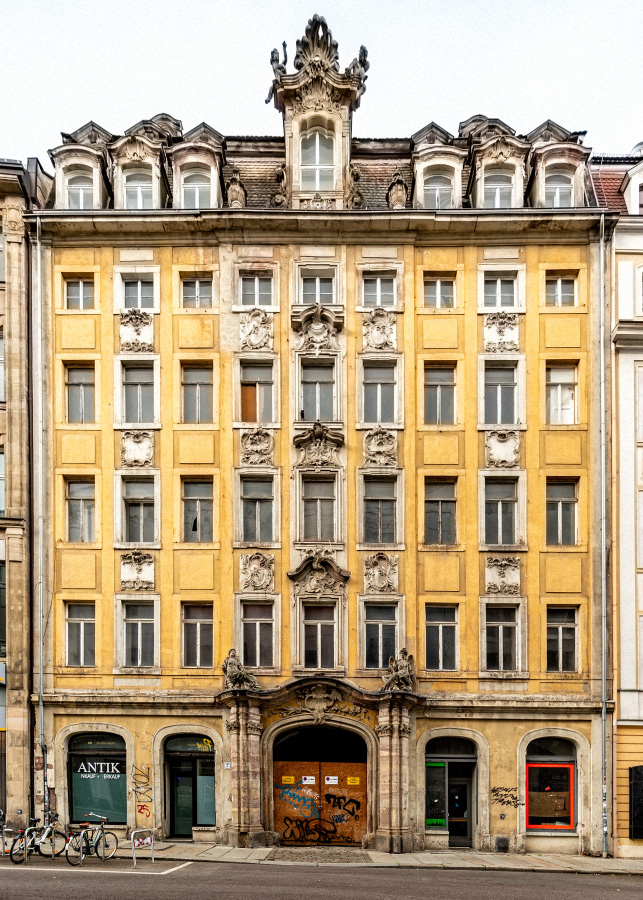
Hansen-Haus Leipzig, Katharinenstraße 19

Sein Vater war Jobst Heinrich Hansen (1697–1758), Kaufmann und Ratsherr zu Leipzig; sein älterer Bruder der Kaufmann und Ratsherr Justus Heinrich Hansen. Er wuchs in Leipzig im Haus Katharinenstraße 19 auf.